# Zikmund Witt
Zikmund Witt (22. ledna 1875 Oradea nebo Smolkov – 1942 Komarów) byl český a československý politik, meziválečný poslanec Revolučního národního shromáždění a senátor Národního shromáždění ČSR za Československou sociálně demokratickou stranu dělnickou.

## Biografie
Maturoval na gymnáziu v Opavě, pak absolvoval práva na Vídeňské univerzitě. V letech 1901–1903 působil jako koncipient v Moravské Ostravě, v období let 1903–1907 v Praze. Od roku 1907 byl samostatným advokátem v Moravské Ostravě. Od roku 1901 byl členem české sociální demokracie.
Politicky aktivní byl již za Rakouska-Uherska. Ve volbách do Říšské rady roku 1911 se stal poslancem Říšské rady (celostátní parlament), kam byl zvolen za okrsek Slezsko 11. Usedl do poslanecké frakce Klub českých sociálních demokratů. Ve vídeňském parlamentu setrval do zániku monarchie. Za první světové války sloužil v letech 1915–1917 v rakousko-uherské armádě na haličské frontě. Po návratu z armády se opět zapojil do poslanecké a politické práce. V období let 1917–1918 obhajoval politicky stíhané osobnosti. Český svaz ho pověřil obhajobou Václava Klofáče.
V letech 1918-1920 zasedal v československém Revolučním národním shromáždění. Profesí byl advokát. V letech 1918–1919 byl předsedou Zemského národního výboru pro Slezsko a v období let 1919–1920 zastával funkci předsedy politického odboru plebiscitní komise pro Těšínsko. Kromě toho byl od prosince 1918 členem správní komise Moravské Ostravy. V letech 1924–1935 byl potom členem tamnního obecního zastupitelstva a městské rady. Od roku 1919 rovněž působil jako člen výboru Spolku Národního divadla moravskoslezského. Od roku 1926 byl předsedou ředitelství ostravské městské spořitelny.
V parlamentních volbách v roce 1920 získal senátorské křeslo v Národním shromáždění. Mandát obhájil v parlamentních volbách v roce 1925 a parlamentních volbách v roce 1929. V senátu zasedal do roku 1935.
Kvůli svému židovskému původu čelil za nacistické okupace pronásleování. Již v srpnu 1939 byl vystěhován z bytu. Přestěhoval se pak ke švagrovi do obce Svatá Kateřina u Blanska. V roce 1940 mu bylo nařízeno přesídlení do Boskovic. 19. března 1942 byl potom transportován do ghetta v Terezíně a odtud byl 28. dubna 1942 deportován do polského Komarowa, kde byl zavražděn v rámci holokaustu.